# Žarnovica
Žarnovica (en allemand, Scharnowitz, en hongrois Zsarnóca, en latin Zarnovia) est une ville de la région de Banská Bystrica en Slovaquie, dans la région historique de Pohronie.

## Histoire
La première mention écrite de la ville date de 1332.

## Démographie

### Évolution de la population
| Année:               | 1994. | 2004.   | 2014.   | 2024.    |
| -------------------- | ----- | ------- | ------- | -------- |
| Nombre de personnes: | 6591  | 6522    | 6430    | 5576     |
| Différence:          |       | -1,04 % | -1,41 % | -13,28 % |

| Année:               | 2023. | 2024.   |
| -------------------- | ----- | ------- |
| Nombre de personnes: | 5669  | 5576    |
| Différence:          |       | -1,64 % |

## Quartiers
- Lukavica
- Revištské Podzámčie
- Žarnovica
- Žarnovická Huta